# Đồng cỏ, xavan và cây bụi nhiệt đới và cận nhiệt đới

Extent of tropical and subtropical grasslands, savannas, and shrublands

Đồng cỏ, xavan và cây bụi nhiệt đới và cận nhiệt đới là một kiểu sinh cảnh trên cạn được định nghĩa bởi Quỹ Quốc tế Bảo vệ Thiên nhiên. Quần xã này bị thống trị bởi cỏ và/hoặc cây bụi nằm ở các vùng khí hậu bán khô hạn cho tới bán ẩm ở các vĩ độ cận nhiệt đới và nhiệt đới. Đồng cỏ nhiệt đới chủ yếu tồn tại ở khoảng 5 độ đến 20 độ ở cả vùng phía Bắc và phía Nam Xích đạo.

## Mô tả
Vùng đồng cỏ bị thống trị bởi cỏ và các loại thực vật thân thảo khác. Xavan là loại vùng đồng cỏ có cây thân gỗ ở một vài chỗ. Vùng cây bụi bị thống trị bởi các cây bụi thân thảo hoặc thân gỗ.
Những dải đất rộng lớn ở vùng nhiệt đới không nhận đủ lượng mưa để nuôi dưỡng cho sự bao phủ diện rộng của cây thân gỗ. Vùng đồng cỏ, xavan và cây bụi nhiệt đới và cận nhiệt đới có đặc điểm là có lượng mưa từ 90–150 xentimét (35–59 in) mỗi năm. Lượng mưa thường tập trung theo mùa, với lượng mưa cả năm đôi lúc diễn ra trong một vài tuần.
Xavan châu Phi xuất hiện ở giữa những vùng rừng và đồng cỏ. Thực vật bao gồm các loài keo và bao báp, cỏ và cây bụi thấp. Chi keo mất lá vào mùa khô để giữ ẩm, trong khi đó loài bao báp lưu trữ nước trong thân cây cho mùa khô. Một số lượng lớn các sinh cảnh xavan nằm ở châu Phi.
Động vật có vú lớn đã tiến hóa để tận dụng nguồn cỏ dồi dào là điển hình của sự đa dạng sinh học liên hệ với những sinh cảnh này. Những động vật có vú lớn này là dồi dào nhất ở vùng đồng cỏ và xavan châu Phi.

## Vùng sinh thái
| Đồng cỏ, xavan và cây bụi nhiệt đới và cận nhiệt đới châu Phi | Đồng cỏ, xavan và cây bụi nhiệt đới và cận nhiệt đới châu Phi                                                |
| ------------------------------------------------------------- | --- |
| Angolan Miombo woodlands                                      | Angola |
| Angolan Mopane woodlands                                      | Angola, Namibia                                                                                              |
| Ascension scrub and grasslands                                | Đảo Ascension                                                                                                |
| Central Zambezian Miombo woodlands                            | Angola, Burundi, Cộng hòa Dân chủ Congo, Malawi, Tanzania, Zambia                                            |
| East Sudanian savanna                                         | Cameroon, Cộng hòa Trung Phi, Chad, Cộng hòa Dân chủ Congo, Eritrea, Ethiopia Nam Sudan, Sudan, Uganda       |
| Eastern Miombo woodlands                                      | Mozambique, Tanzania                                                                                         |
| Guinean forest-savanna mosaic                                 | Benin, Burkina Faso, Cameroon, Gambia, Ghana, Guinea, Guinea Bissau, Ivory Coast, Nigeria, Senegal, Togo     |
| Itigi-Sumbu thicket                                           | Tanzania, Zambia                                                                                             |
| Kalahari Acacia-Baikiaea woodlands                            | Botswana, Namibia, Nam Phi, Zimbabwe                                                                         |
| Mandara Plateau mosaic                                        | Cameroon, Nigeria                                                                                            |
| Northern Acacia-Commiphora bushlands and thickets             | Ethiopia, Kenya, Nam Sudan, Uganda                                                                           |
| Northern Congolian forest-savanna mosaic                      | Cameroon, Cộng hòa Trung Phi, Cộng hòa Dân chủ Congo, Nam Sudan, Uganda                                      |
| Xavan Keo Sahel                                               | Burkina Faso, Cameroon, Chad, Eritrea, Ethiopia, Mali, Mauritanie, Niger, Nigeria, Senegal, Nam Sudan, Sudan |
| Đồng cỏ núi lửa Serengeti                                     | Kenya, Tanzania                                                                                              |
| Somali Acacia-Commiphora bushlands and thickets               | Eritrea, Ethiopia, Kenya, Somalia                                                                            |
| Southern Acacia-Commiphora bushlands and thickets             | Kenya, Tanzania                                                                                              |
| Southern Africa bushveld                                      | Botswana, Nam Phi, Zimbabwe                                                                                  |
| Southern Congolian forest-savanna mosaic                      | Angola, Cộng hòa Dân chủ Congo                                                                               |
| Southern Miombo woodlands                                     | Malawi, Mozambique, Zambia, Zimbabwe                                                                         |
| Saint Helena scrub and woodlands                              | Saint Helena                                                                                                 |
| Victoria Basin forest-savanna mosaic                          | Burundi, Ethiopia, Kenya, Rwanda, Nam Sudan, Tanzania, Uganda                                                |
| West Sudanian savanna                                         | Benin, Burkina Faso, Gambia, Ghana, Guinea, Ivory Coast, Niger, Nigeria, Senegal                             |
| Western Congolian forest-savanna mosaic                       | Angola, Cộng hòa Dân chủ Congo, Cộng hòa Congo                                                               |
| Western Zambezian grasslands                                  | Angola, Zambia                                                                                               |
| Zambezian and Mopane woodlands                                | Botswana, Eswatini (Swaziland), Malawi, Mozambique, Namibia, Nam Phi, Zambia, Zimbabwe                       |
| Zambezian Baikiaea woodlands                                  | Angola, Botswana, Namibia, Zambia, Zimbabwe                                                                  |

| Đồng cỏ, xavan và cây bụi nhiệt đới và cận nhiệt đới châu Đại Dương | Đồng cỏ, xavan và cây bụi nhiệt đới và cận nhiệt đới châu Đại Dương |
| ------------------------------------------------------------------- | ------------------------------------------------------------------- |
| Arnhem Land tropical savanna                                        | Australia                                                           |
| Brigalow tropical savanna                                           | Australia                                                           |
| Cape York tropical savanna                                          | Australia                                                           |
| Carpentaria tropical savanna                                        | Australia                                                           |
| Einasleigh upland savanna                                           | Australia                                                           |
| Kimberley tropical savanna                                          | Australia                                                           |
| Mitchell grass downs                                                | Australia                                                           |
| Trans Fly savanna and grasslands                                    | Indonesia, Papua New Guinea                                         |
| Victoria Plains tropical savanna                                    | Australia                                                           |

| Đồng cỏ, xavan và cây bụi nhiệt đới và cận nhiệt đới vùng Indomalaya | Đồng cỏ, xavan và cây bụi nhiệt đới và cận nhiệt đới vùng Indomalaya |
| -------------------------------------------------------------------- | -------------------------------------------------------------------- |
| Terai-Duar savanna and grasslands                                    | Bhutan, Ấn Độ, Nepal                                                 |

| Đồng cỏ, xavan và cây bụi nhiệt đới và cận nhiệt đới vùng Bắc Mỹ | Đồng cỏ, xavan và cây bụi nhiệt đới và cận nhiệt đới vùng Bắc Mỹ |
| ---------------------------------------------------------------- | ---------------------------------------------------------------- |
| Western Gulf coastal grasslands                                  | Mexico, Hoa Kỳ                                                   |

| Đồng cỏ, xavan và cây bụi nhiệt đới và cận nhiệt đới vùng Nam Mỹ | Đồng cỏ, xavan và cây bụi nhiệt đới và cận nhiệt đới vùng Nam Mỹ |
| ---------------------------------------------------------------- | ---------------------------------------------------------------- |
| Beni savanna                                                     | Bolivia                                                          |
| Campos rupestres                                                 | Brazil                                                           |
| Cerrado                                                          | Bolivia, Brazil, Paraguay                                        |
| Vùng cây bụi và đồng cỏ đảo Clipperton                           | Đảo Clipperton là lãnh địa hải ngoại của Pháp                    |
| Córdoba montane savanna                                          | Argentina                                                        |
| Guianan savanna                                                  | Brazil, Guyana, Venezuela                                        |
| Humid Chaco                                                      | Argentina, Brazil, Paraguay, Uruguay                             |
| Llanos                                                           | Venezuela, Colombia                                              |
| Uruguayan savanna                                                | Argentina, Brazil, Uruguay                                       |

| Đồng cỏ, xavan và cây bụi nhiệt đới và cận nhiệt đới vùng Thái Bình Dương | Đồng cỏ, xavan và cây bụi nhiệt đới và cận nhiệt đới vùng Thái Bình Dương |
| ------------------------------------------------------------------------- | ------------------------------------------------------------------------- |
| Hawaiian tropical high shrublands                                         | Hawaiʻi                                                                   |
| Hawaiian tropical low shrublands                                          | Hawaiʻi                                                                   |
| Northwestern Hawaii scrub                                                 | Hawaiʻi, Rạn san hô vòng Midway                                           |